# در اوج (فیلم)
«در اوج» (انگلیسی: Over the Top) یک فیلم ورزشی و درام آمریکایی به کارگردانی و تهیه کنندگی مناهم گولان با بازی سیلوستر استالونه که در سال ۱۹۸۷ در سینماها اکران شد.

## داستان
«لینکلن هاوک» (استالونه) یک راننده کامیون زحمت کش است که سعی دارد او در گذشته همسر و پسر کوچولو خود را ترک کرده و حال پشیمان است و میخواد جبران کند اما پدرهمسر او آقای کاتر فردی با نفوذ ثروت مند است و از لینک متنفر است و نوه خود یا پسر لینک یعنی مایک را به مدرسه نظامی فرستاده و مایک از پدر خود متنفر است همسر لینکن در بستر بیماری است و می‌خواهد رابطه میان پدر و پسر را بهبود بخشد اما آقای کاتر به شدت مخالف است لینکلن و مایک با کامیون هالک به سفر می‌رود تا به همسر او به در انتظار عمل جراحی است برسد در مسیر ماجراهای پیش می‌آید مانند مچ اندازی مایک با یک پسر قوی هیکل و رانندگی کم‌کم مایک متوجه می‌شود که هالک اصلاً فردی که فکر می‌کرده نیست این دو به همسر می‌رسند لینکلن و متوجه شود در مسیر همسرش زیر عمل فوت کرده است مایک ناراحت شده و لینکین راهی لاس وگاس می‌شود تا در مسابقات جهانی مچ اندازی شرکت کند او کامیون خود را نیز می‌فروشد و در مسابقات تلاش می‌کند تا جایزه بزرگ مسابقه یک یک کامیون ولوو جدید با صد هزار دلار پول برنده شود او در یک نبرد سخت موفق به شکست دادن قهرمان مسابقات می‌شود و مایک نیز با او می‌ماند و آن‌دو مشترک شرکتی حمل نقل لینکلن و پسر را تأسیس می‌کنند

## بازیگران
- سیلوستر استالونه … لینکلن «لینک» هاوک
- رابرت لوگیا … جیسون کاتلر
- سوزان بلکلی … کریستینا هاوک
- ریک زاموالت … باب «بول» هرلی
- دیوید مندنهال … مایکل «مایک» هاوک
- تری فانک … روکر

## تولید
فیلمبرداری از ۹ ژوئن تا ۱۵ اوت ۱۹۸۶ در حدود ۹ هفته انجام شد.
سیلوستر استالونه برای بازی در این فیلم ۱۲ میلیون دلار دستمزد گرفت.

## باکس آفیس
این فیلم توسط کمپانی برادران وارنر در روز پنجشنبه، ۱۲ فوریه ۱۹۸۷ در نیویورک و لس آنجلس اکران شد و سپس به ۱۷۵۸ سالن در روز جمعه، فروش ۵٫۱ میلیون دلاری در تعطیلات آخر هفته روز رئیس‌جمهور، در جایگاه چهارم قرار گرفت. در مجموع، این فیلم ۱۱٫۵ میلیون دلار در ایالات متحده و کانادا به دست آورد.